# Wayne Wang

Wang med Wood Moy, Peter Wang och Marc Hayashi, 1981

Wayne Wang (traditionell kinesiska: 王穎; förenklad kinesiska: 王颖; pinyin: Wáng Yǐng),född den 12 januari 1949, är en Hongkong-amerikansk filmregissör och manusförfattare. Han var en av de första regissörerna med östasiatisk bakgrund att slå igenom i Hollywood. Han har mottagit flera utmärkelser och några av hans mest kända filmer är Dim Sum: A Little Bit of Heart (1985), Eat a Bowl of Tea (1989), The Joy Luck Club (1993), Chinese Box (1997) och A Thousand Years of Good Prayers (2007). 

## Utmärkelser
- Bodil Award
- Silver Bear
- Golden Shells
- BAFTA Award
- Sundance Grand Jury, Golden Lion
- César Award